# Biblioteca perdida de Ivã, o Terrível

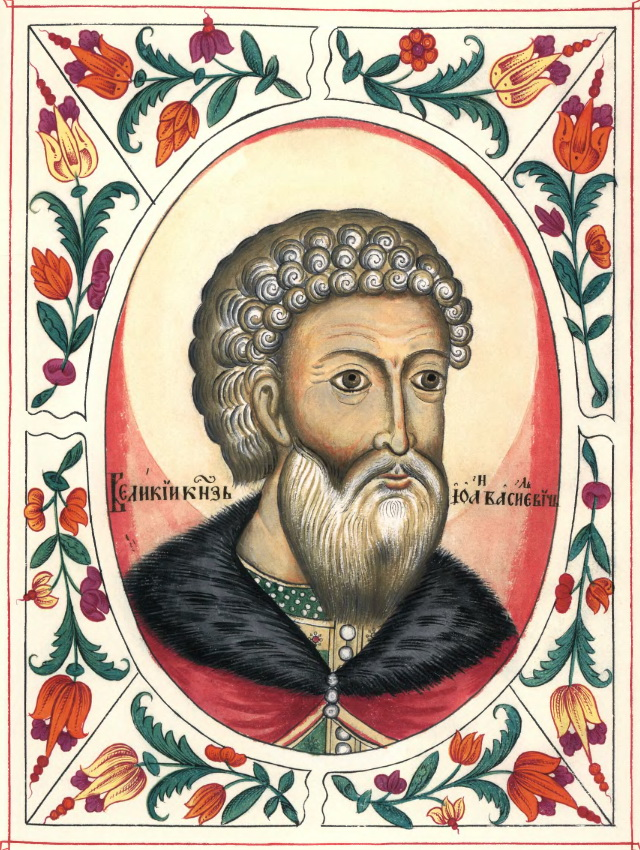
Ivã III da Rússia

A Biblioteca perdida dos Czares de Moscou também conhecida como "Biblioteca Dourada," é a biblioteca que se especula ter sido criada por Ivã III da Rússia (o Grande) no século XVI. É também conhecida como a Biblioteca de Ivã IV da Rússia (o Terrível), a quem seu desaparecimento é atribuído. Diz-se que a biblioteca perdida conteria exemplares raros de literatura Grega, Latina, e Egípcia, obras provenientes das bibliotecas de Constantinopla e Alexandria, assim como textos chineses do século II e manuscritos contemporâneos a Ivã. A biblioteca foi historicamente descrita como situada nos subterrâneos do Kremlin, e tem sido fonte de interesse por parte de pesquisadores, arqueologistas, caçadores de tesouro e figuras históricas como Pedro, o Grande e Napoleão Bonaparte. Sob o reinado de Ivã a lenda da biblioteca cresceu. Há vários mitos em torno dela, como o de que Ivã teria amaldiçoado a biblioteca antes de sua morte, de forma a causar cegueira naqueles que chegassem perto de localizá-la, e também de que Ivã teria forçado estudiosos a traduzirem textos antigos para ganhar conhecimento de magia negra.

## História

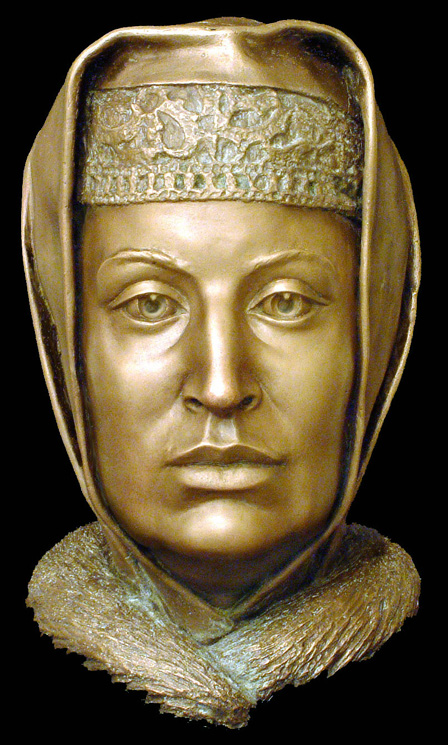
Sofia Paleóloga. Reconstrução escultórica do crânio por S. Nikitin, 1994

Segundo a lenda, a biblioteca começou com os bizantinos, reunindo ao longo dos séculos, até Constantino XI. Após a queda de Constantinopla, a coleção de livros foi levada para Roma e, em seguida, dado como um dote quando Sofia Paleóloga se casou com o príncipe Ivã III da Rússia.
Ao chegar a Moscou em 1472, Sofia viu as conseqüências do incêndio de 1470 em Moscou. Ordenou, então, manter os livros no porão, para evitar perdê-los, sob a Igreja da Natividade da Virgem no Kremlin. Em abril de 1473, um novo incêndio devastador ocorreu: todo o Kremlin foi queimado, menos os livros. Como a biblioteca passou para Ivã, o Terrível, é desconhecido. Talvez, a biblioteca tenha sido abastecida por emissários do czar, que compravam livros raros em diferentes países. Há sugestões de que a parte da coletânea foi a igualmente lendária biblioteca de Yaroslav, o Sábio.
A referencia mais antiga à biblioteca perdida foi em 1518 quando Miguel de Trípoli, mais conhecido como Máximo, o Grego foi mandado para a Rússia e entrou em contato com o Grão-Príncipe de Moscou Basílio III, filho de Ivã III. A reputação de Tripolis como tradutor e estudioso em obras como o Saltério para o russo, trouxe a atenção de Basílio. Foi em uma reunião entre Michail e Basílio que foi descrito que "uma multitude de inúmeras obras gregas" foram mostradas ao estudioso pelo nobre. Um contemporâneo russo de Michail escreveu uma biografia dele chamada "O conto de Máximo, o filósofo." Este biógrafo, Andrey Kurbsky, um membro da nobreza de Moscou, detalhou esse encontro entre os dois. Kurbskii escreveu que "Máximo ficou maravilhado e impressionado, e assegurou ao príncipe que nem mesmo na Grécia ele havia visto tantos livros helênicos."
Cerca de oitenta anos após Kurbskii escrever a biografia sobre Máximo, uma nova menção à biblioteca, e sobre sua localização apareceu. O escritor livoniano Franz Nyenstadt escreveu sobre Johannes Wetterman, um ministro protestante germânico que estabeleceu uma igreja na Rússia e se encontrou com Ivã IV. Este, supostamente, estava escondendo diversos armamentos sob o Kremlin. Algumas das armas foram descobertas em 1978 por construtores soviéticos trabalhando no metrô. Wetterman foi convocado por Ivã, o Terrível, não para olhar as armas, mas sim para ver os livros antigos, guardados em um arquivo seguro em algum lugar do Kremlin por mais de cem anos. Wetterman e outros três alemães, e três oficiais russos receberam ordens para fazer um apanhado das obras. Wetterman notou que havia diversos livros presentes que eram apenas mencionados por outros estudiosos, pois era considerados que todos os exemplares tinham sido destruídos em incêndios ou em guerras prévias. Ele recebeu a oportunidade de trabalhar com, e traduzir um dos livros, mas se negou, por considerar que aceitar a empreitada poderia levar a mais trabalhos, o que o manteria em Moscou indefinidamente. As obras foram, então, trancadas novamente sob o Kremlin, talvez para evitar que um outro incêndio as destruíssem.
Um relatório de 1724 menciona uma descoberta feita por V. Makariev em 1682. Makariev quando ordenado a adentrar uma passagem secreta no Kremlin, achou um recinto cheio de baús. Quando ele reportou o achado à princesa Sofia Alexeievna da Rússia, ela proibiu que qualquer um acessasse aquele quarto.

## A Procura pela Biblioteca Perdida
No começo do século XIX, o professor Dabelov da Universidade de Tartu achou nos arquivos da cidade de Pärnu, um documento chamado "Manuscritos Segurados pelo Czar." Dabelov deixou Pärnu para informar um associado da universidade, Professor Clossius, da descoberta, porem ao retornar aos arquivos o documento aparentemente desapareceu. A única informação deixada no documento foi um pouco do que Dabelov copiara em sua primeira visita. Essa informação detalhou que os czares tinham cerca de 800 manuscritos alguns desses foram presentes à Rússia de um imperador Bizantino desconhecido.
Em 1834, o Professor Clossius escreveu sobre uma coleção de história russa, incluindo trabalhos de Nikolay Karamzin, autor de "História do Estado Russo". Karamzin menciona o encontro entre Ivã, o Terrível e o ministro protestante, Wetterman. No artigo do Professor Clossius, ele diz acreditar que a biblioteca perdida foi vítima de um incêndio, causada pela invasão polonesa no século XVI.
Na década de 1890, O Professor Thraemer da Universidade de Estrasburgo localizou um manuscrito dos Hinos homéricos que ele acreditava ter sido parte de uma coleção de manuscritos levados a Moscou pela princesa bizantina Sofia Paleóloga quando esta casou com Ivã, o Grande. Ivã III e Sofia casaram em 1472, e seu dote incluía uma rara coleção de livros das bibliotecas de Constantinopla e Alexandria. Por vários meses em em 1891, Professor Thraemer viveu em Moscou procurando por todas as bibliotecas e arquivos da cidade, na esperança de localizar a biblioteca perdida. Thraemer eventualmente decidiu que ela provavelmente estava localizada em quartos subterrâneos escondidos sob o Kremlin. Em 1893 o Professor I.E. Zabelin escreveu um artigo chamando "As Câmaras no subsolo do Kremlin de Moscou", no qual ele concluiu que a biblioteca existiu lá, mas foi destruída no Século XVII. Algumas tentativas de escavar sob o Kremlin foram feitas, estas acharam diversos túneis e câmaras subterrâneas, mas, todos vazios. Estudiosos russos da época refutaram a existência da biblioteca. S.A. Belokurov em 1898 escreveu que o "Conto de Máximo, o Filósofo" não foi escrito pelo príncipe Kurbskii, mas 75 anos depois, por outro monge. Belokurov diz ter achado contradições e inconsistências suficientes na biografia para acreditar que o grego sequer viu a biblioteca. Belokurov acreditava também que o documento do Professor Dabelov fora forjado, além de refutar outras fontes também.
No início do Século XX, o arqueologista Ignatiy Stelletsky se tornou um caçador da biblioteca perdida. Um artigo de 1929 do The New York Times detalha a busca de Stelletskii. O artigo reporta que Stelletskii achou arquivos mostrando "dois grandes cômodos cheios de baús de tesouro sabidos de existir abaixo do Kremlin" meio século após a morte de Ivã IV. Também reportado, foi o fato do ministro protestante Wetterman nunca ter retornado para casa, após sua estadia em Moscou. Ivã, o Terrível, de acordo com o mito, mandou cegar o arquiteto da Catedral de São Basílio para não ser capaz de a recriar, escondendo assim seus segredos. Assim sendo, Ivã causar o desaparecimento de Wetterman, após este ver a biblioteca, não está fora de cogitação. Pedro, o Grande Também tentou achar a biblioteca, na esperança que seus tesouros poderiam ajudar o Tesouro, após anos envolvido em guerras. A busca de Stelletskii, no entanto, acabou sem nunca achar a biblioteca.
S.O. Shmidt em 1978 descreveu um trabalho não publicado de N.N. Zarubin dos anos 30 chamado "A Biblioteca de Ivã, o Terrível e seus Livros". Zarubin argumentou que o trabalho de S. Belokurov não era imparcial quando dizia que a biblioteca não existia.
Nos anos 90 arqueologistas aumentaram suas buscas para além do Kremlin, até Sergiev Posad, Alexandrov, e Dyakovo, lugares sob a influência de Ivã IV.

## Hipóteses da biblioteca

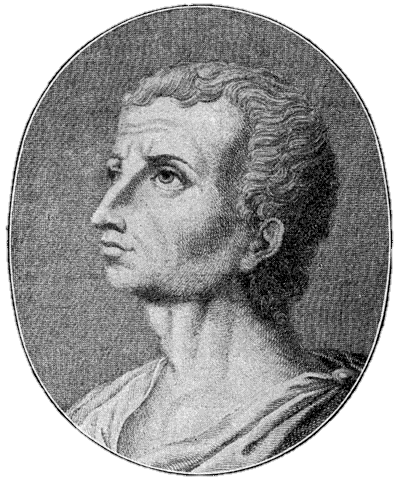
Tito Lívio. artista desconhecido

O conteúdo da biblioteca é geralmente estimado em 800 volumes ou 30 (talvez até 70) baús carregados com livros.
"Lista de Dabelov" contém os seguintes trabalhos:
- "História" de Tito Lívio - 142 livros (rolos) deste trabalho, a ciência conhece somente 35;
- "Vidas dos Doze Césares" de Suetónio - Talvez uma lista mais completa do que as que se conhece agora;
- “História” de Tácito - “Vários volumes” aparecem na lista, no entanto, não são especificados quais. Apenas quatro e meio dos primeiros 12 livros chegaram até nós;
- "Eneida" de Virgílio - Obra clássica do poeta romano. Além disso, é indicado que alguns de seus ensaios com o título ilegível "Ith..." estavam contidos.
- "História" Políbio - Este ensaio continha 40 livros. Que livros estavam em Liberay não é indicado;

Comédias de Aristófanes - Novamente sem esclarecimentos;
- "Canções" de Píndaro - A partir dos escritos deste antigo poeta grego, apenas 4 ciclos de poemas nos alcançaram;
- “De republica” e 8 livros de “Historiarum” de Cícero - referindo-se ao tratado “Sobre o Estado”, que é preservado fragmentário, e algum ensaio histórico que não nos alcançou;

Na década de 30, o arqueógrafo N. N. Zarubin compilou a “Lista Alfabética de Livros Conhecidos pelo Nome de Ivã, o Terrível”. Inclui livros de sete fontes: encontrados nos inventários de sua propriedade e arquivo, copiados pela ordem do rei, transferidos a ele por várias pessoas, temporariamente retirados dele, doados pelo rei a igrejas, mosteiros ou concedidos a particulares, pessoalmente possuídos e procurados por ele. O rei de seus contemporâneos. No total, Zarubin contou 154 unidades, nas quais alguns livros da “Lista de Dabelov” foram incluídos.

## Versões de localização
Existem mais de 60 versões completamente diferentes. Muitas delas são obviamente fantasiosas ou intencionalmente criados para atrair turistas. Abaixo estão os mais comuns:

### Moscou e arredores
- Kremlin. No Portão de Taynitsky, no Zhitniy Dvor, na praça em frente ao Colégio Estrangeiro, em frente à Torre do Grande Ivã, na muralha Tseykhgauzka na Torre Redonda (“Escavações do Senado” de 1724, escavações de N. S. Shcherbatov do final do século XIX). Monte de Borovitsky, no Rio Moscou, torre do arsenal do Kremlin.

- Casa Pashkov

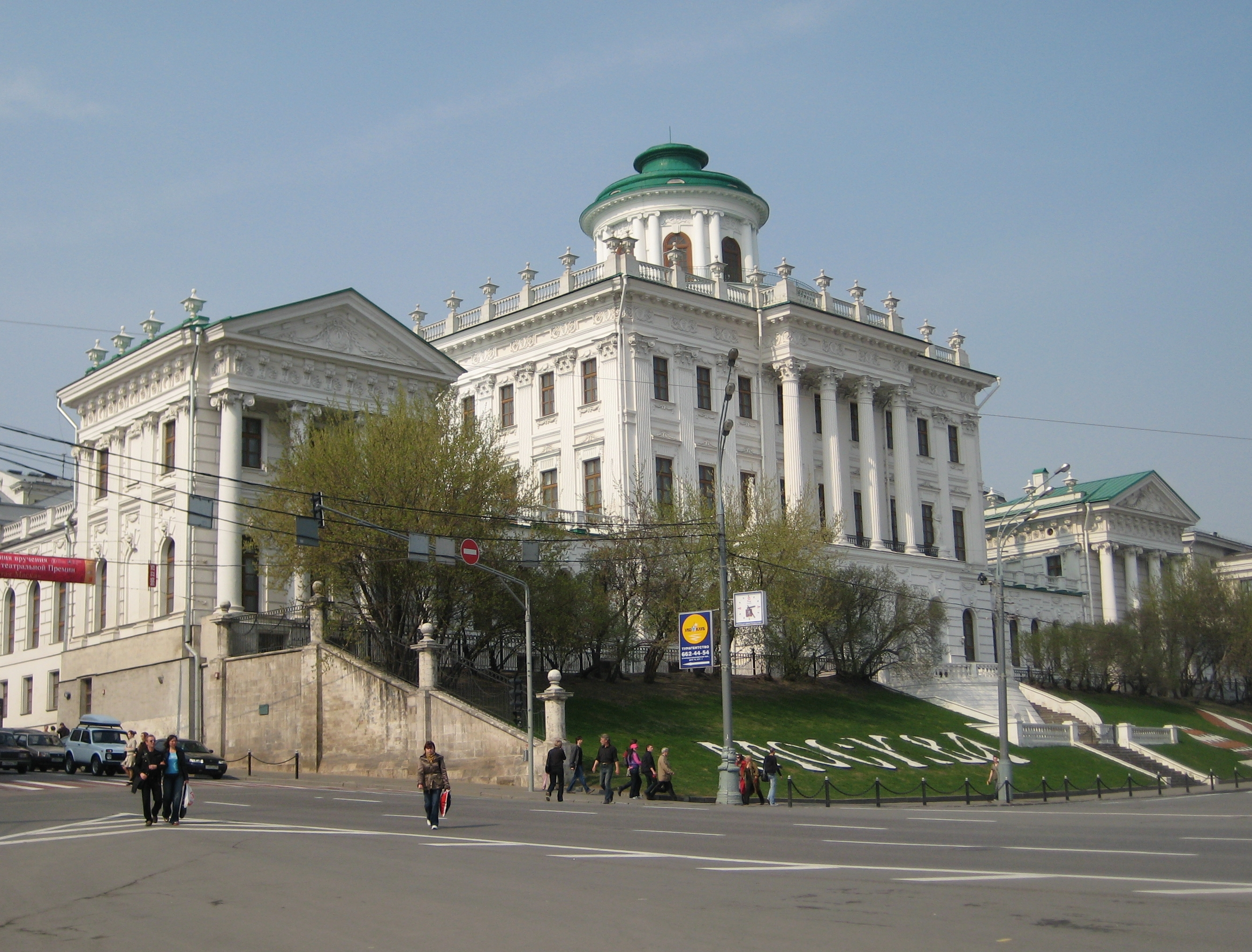
Casa Pashkov

. Segundo a lenda, durante a construção da estação de metrô, construtores descobriram uma antiga galeria subterrânea. Em 1993, por encomenda do “Centro de Pesquisa Arqueológica”, foram realizados levantamentos geofísicos no território da Casa Pashkovy, que revelaram a presença de um poço subterrâneo com um diâmetro de 8 metros e uma profundidade de cerca de 25 metros. Por razões desconhecidas, os estudos foram paradas.
- Kolomenskoye. Escavações em Kolomenskoye também foram estudadas. Na década de 1990, o geofísico Alexander Zaitsev investigou essa terra.[11]

### Alexandrov
Uma versão foi apresentada que Ivã, o Terrível, levara a biblioteca ao assentamento de Alexandre durante a Opríchnina. Stelletsky acreditava que no assentamento havia apenas uma parte do Biblioteca, uma espécie de "ramo" da biblioteca.

### Vologda

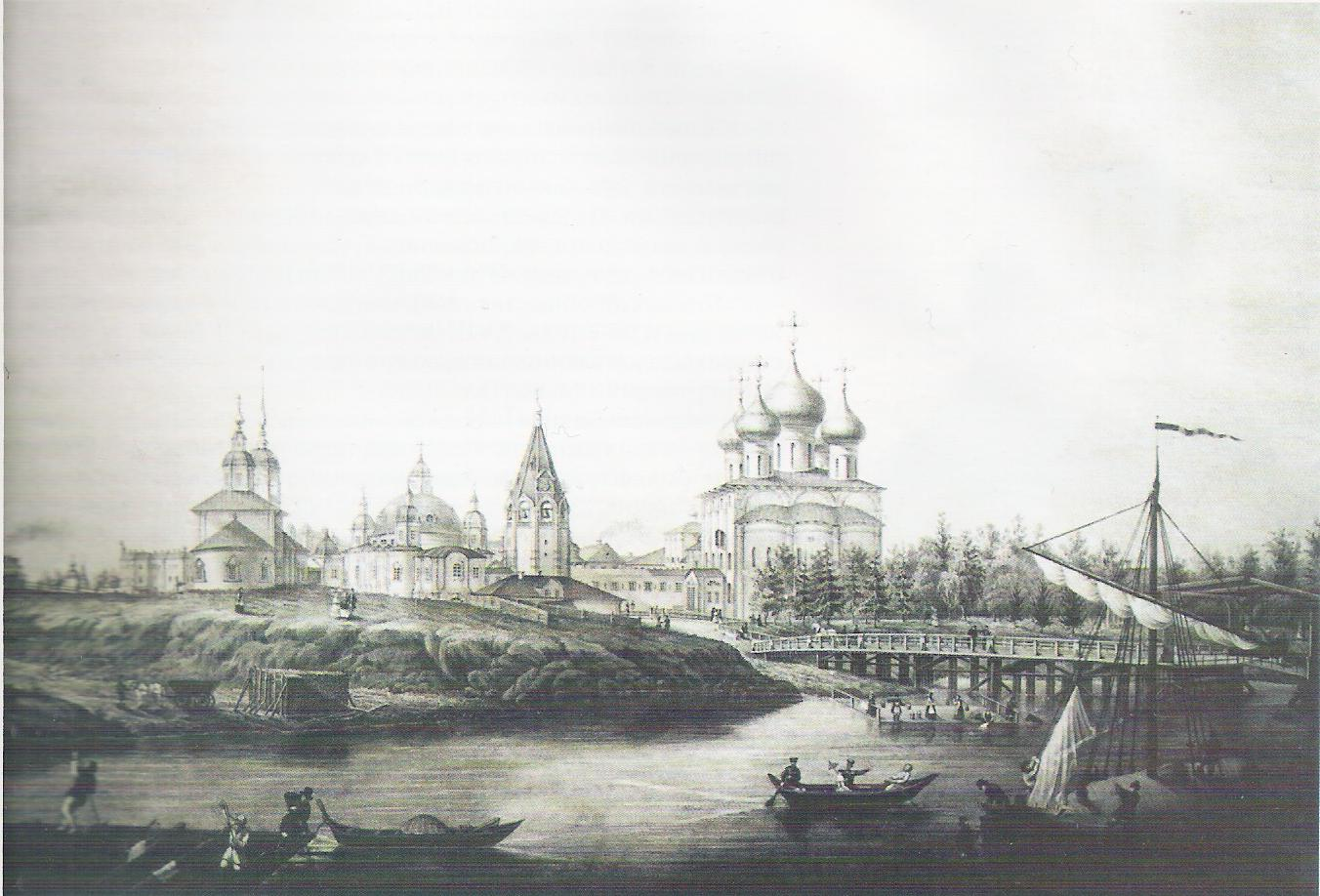
Colina da Catedral no século XVIII.

Vologda era a "residência do norte" de Ivã, o Terrível, para a qual ele prestou grande atenção: ele viveu lá por um longo tempo, realizou uma reestruturação em grande escala da cidade. O local mais provável é chamado de "Cathedral Hill", perto da Catedral de Santa Sofia. Uma das primeiras referências impressas às passagens subterrâneas em Vologda é "A história do médico de Flerov sobre as antiguidades de Vologda", publicada em 1804 no The Northern Herald:
Em meados do século passado, a Colina da Catedral foi quebrada, porque é uma montanha não natural, mas uma pedra. Lá fora, o edifício é arredondado como uma montanha, coberto de tempos em tempos pela superfície do gramado. Lá dentro, encontraram cavernas consolidadas, separadas de outras portas de ferro trancadas, tão fortes que não podíamos quebrá-las. Atrás dessas portas, ouvimos um ruído surdo que comprova a vastidão da parte trancada dessa masmorra e o movimento do ar nela. Mas os testadores supersticiosos fizeram esse barulho por outro motivo. Eles pensaram que as portas de ferro separam a morada dos espíritos, e que as cavernas ocultas internas são as cavernas do inferno. Eles pensaram sobre isso e ficaram tão aterrorizados por seus pensamentos absurdos que pararam sua pesquisa, e as quebras que fizeram no luto foram preenchidas. Aqueles que viram esta parte da montanha dizem que nisto, perto do rio Vologda, encontraram uma passagem estreita com uma escadaria de pedra.
No entanto, em resposta a um artigo, o Metropolita Eugene, Bispo de Vologda, disse:
Tal história é realmente digna de um estudo sobre os amantes da pátria... mas, infelizmente, o narrador queria apenas ocupar os leitores com histórias maravilhosas que ele pegou emprestado da máfia supersticiosa, não querendo ou não tendo tempo para considerar a inconsistência destes. De fato, há uma montanha da catedral contra a Catedral de Santa Sofia de Vologda, sobre a margem direita do rio Vologda e na montanha esta sepultura de pedra, mas não arredondada como uma montanha, mas equilateral em duas fileiras, estendendo-se ao longo da costa. Foi escavado não na metade do século passado, mas na metade do século XVII. De acordo com as notas de arquivo, sabe-se que, no reinado do czar Alexei Mikhailovich, o arcebispo de Vologda, Simão, escavou as caves deste edifício e encontrou ali prata e decoração.
A Colina da Catedral foram revistados repetidamente. Pela primeira vez - General Borozdin em 1809 e, em seguida, em 1866, um capitão. Em todos os casos, sem sucesso. Em uma coletânea de artigos intitulada “Arqueologia de Vologda” publicada no 860º aniversário da cidade, apareceram dados de observações científicas durante o trabalho de escavação na Praça do Kremlin, perto de uma das paredes da igreja de São Alexandre Nevsky. O templo fica ao lado da Colina da Catedral em uma colina chamada na antiguidade de “Montanha Famosa”, na qual, de acordo com “A Lenda da Caverna Negra e o Ícone Nikolskaya na Montanha Famosa”, deveria haver um esconderijo. No entanto, não foram encontradas masmorras. O livro de P. P. Shabanov “Como chegar à biblioteca de Ivã, o Terrível?” é dedicado à prova da “versão de Vologda”. Não adiciona novos dados científicos.

### Outras versões
De acordo com algumas versões, a biblioteca pode ser localizada no Kirillo-Belozersky ou Staritsky Holy Dormition Monastery (região de Tver), na região de Kursk ou Riazan.

## Argumentos dos céticos

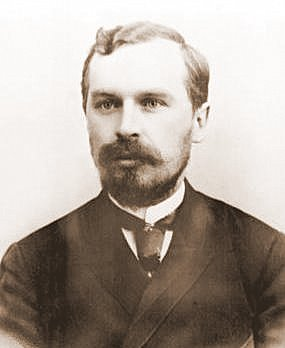
S. A. Belokurov.

A própria existência de biblioteca é disputada por muitos autores e pesquisadores. Há muitas inconsistências. Em primeiro lugar, a possibilidade de exportar a biblioteca da capital sitiada de Bizâncio é altamente questionável. Além disso, após a fuga, a família Paleólogo estava sem dinheiro, o que os obrigaria a vender a biblioteca.
Argumenta-se também que na era de Ivã III havia poucos livros de papel. As bibliotecas armazenavam apenas pergaminhos - relíquias caras, seguidas por uma espécie de “biografia”.
Vários pesquisadores acreditavam que a biblioteca poderia ter perecido nos incêndios de Moscou (1547, 1571, 1626, etc.). Segundo a especulação mais exótica, em 1612 os livros, feitos de couro, foram comidos pelos poloneses sitiados em Moscou.
A autenticidade dos certificados sobre a biblioteca e sua composição também é criticada. O primeiro deles é "O Conto de Máximo, o Filósofo". Belokurov tentou provar sua origem. O oposto foi expresso por Sobolevsky.
Não há opinião inequívoca na comunidade científica sobre a “Lista de Dabelov”. Stelletsky visitou o arquivo Pärnu, alegou em seu diário que em 1914 viu com os próprios olhos, mas nem fotocópias do original nem da própria lista foram apresentada. Até os defensores da existência da biblioteca admitem a improbabilidade de seu testemunho.
No próprio conteúdo da lista, os cientistas vêem muita dúvida. Em primeiro lugar, H. H. Dabelov, mesmo experiente autor, “esqueceu” de escrever o nome do autor. A lista refere-se a obras ainda desconhecidas (por exemplo, "Historiarum" de Cícero) ou descobertas após a morte de Dabelov (versos de Pindaro). Algumas pessoas consideram isto o fruto da fantasia, outros - outro motivo a favor da autenticidade da lista. Tentou-se estabelecer a autoria repetidamente: eles até encontraram nos arquivos os nomes de três pastores da época, mas não conseguiram encontrar os detalhes.
A lista descreve edições antigas, que dificilmente poderiam ser descritas e identificadas por uma pessoa sem instrução. Ao mesmo tempo, o documento em si foi escrito em um dialeto baixo alemão. Sugeriu-se que a lista foi compilada antes mesmo da formação de uma única língua alemã, na época de Ivã, o Grande. Likhachev aconselhou, focar em salvar livros hoje, argumentando que na mídia o valor da biblioteca "do Terrível" é claramente exagerado:
Mesmo que a biblioteca de Ivã, o Terrível, seja encontrada, a descoberta não será de grande valor científico. Uma parte significativa desta coleção foi livros da igreja, que Sofia Paleóloga trouxe para a Rússia a partir de Bizâncio para orar em sua língua nativa.

## Biblioteca perdida na cultura popular
As histórias de Vladimir Polozhentsev “Save Rurik” e “Following the Hound Dog” afirmam que a Biblioteca de Ivã, o Terrível, foi retirada do Kremlin durante o reinado do czar Ivan Vasilyevich em 1565 e escondida pelo Metropolita Felipe na aldeia de Kolomenskoye, no subcampo da Igreja da Ascensão. E mais tarde, durante o reinado do czar Fyodor Ivanovich, sob a Igreja da Decapitação de João, o precursor, na aldeia de Dyakovskoye.
- Versões e relatórios sobre a descoberta de biblioteca apareceram na mídia dezenas de vezes. Alexander Weksler, diretor do Centro de Pesquisa Arqueológica de Moscou, chegou a falar sobre isso: "Como ela[, a biblioteca,] pode não existir se alimenta jornalistas por tantos anos?" Em vários momentos, novos "achados" foram relatados: "Komsomolskaya Pravda",[20] "Top Secret",[21] "OVNI",[11] "Labor".[22]
- A busca pela biblioteca de Ivã, o Terrível, é descrita no romance de Boris Akunin, Altyn-Tolobas.
- O alegado conteúdo é ironicamente descrito no romance “Olhe nos olhos dos monstros”, de A. Lazarchuk e M. Uspensky.
- Na história Gleb Alexeev "Metro Moscow"[23] descreve como procurar a biblioteca de Ivã, o Terrível.
- A história de aventura de Gregory Grebnev, "The Lost Treasure",[24] que ocorre nos anos 30 do século 20, descreve a busca mal sucedida pela biblioteca de Ivã, o Terrível, no Mosteiro Siversky, a cento e cinquenta quilômetros ao norte de Vologda.
- A versão original da localização da biblioteca de Ivã, o Terrível, é descrita no livro “Arrependimento dos Profetas” por S.T. Alekseev.
- Na fantástica história de Vladimir Malov “Tsar’s Books” (1991), a biblioteca de Ivã, o Terrível, está sendo salva por crianças em idade escolar.
- No livro de Catherine Nevolina "Lord of Time", quatro estudantes encontram a Biblioteca.
- No ciclo de romances de Vadim Panov, A Cidade Secreta, a lendária biblioteca é o legado das raças mais antigas que habitaram a Terra para a humanidade.
- A busca pela biblioteca é dedicada ao fantástico detetive Peter Khomyakov “O Mistério do Tsar João”.

## Ligações Externas
- Search for the Lost Library of Ivan the Terrible (em Inglês)
- The Lost Library of Moscow (em Inglês)